# Luigi Pasqualucci
Luigi Pasqualucci (Roma, 10 novembre 1905 – ...) è stato un giornalista e politico italiano.

## Biografia
Giovanissimo sostenitore della causa interventista nel 1919 partecipa alla fondazione dei Fasci italiani di combattimento e nel 1920 all'Impresa di Fiume. Squadrista della prima ora a Roma e dintorni prende parte alla marcia su Roma e per il suo attivismo viene decorato di Sciarpa Littorio. È stato federale di Pistoia, Catanzaro e Viterbo. Volontario nella seconda guerra mondiale aderisce alla RSI, per la quale è stato federale di Roma nel 1944.